# Аеродром Токио-Нарита
Међународни аеродром Нарита (јап. 成田国際空港, Narita Kokusai Kūkō) је један од два међународна аеродрома у Токију у Јапану. Други главни токијски међународни аеродром је Аеродром Ханеда.
Аеродром Нарита се налази око 60 километара источно од центра Токија. Простире се на 1137 хектара (стање јула 2019). 